# 趙炳奎
趙 炳奎（チョ・ビョンギュ、朝鮮語: 조병규、1923年10月9日 - 2004年2月28日）は、大韓民国の政治家。官選京畿道知事、慶尚南道知事、第10・11代大韓民国国会議員。本貫は咸安趙氏。

## 経歴
1923年10月9日、慶尚南道泗川郡（当時）に生まれた。朝鮮文官試験に合格し、文官を務めた後、昌原郡守、各地域の副知事、京畿道知事、慶尚南道知事を務めた。
2004年2月28日、自宅にて持病により81歳で死去した。

## 略歴
- 釜山大学法学部卒
- ソウル大学校行政大学院2年履修[1]
- 慶尚南道昌原郡郡守
- 法制処書記官
- 全羅北道副知事
- 慶尚南道副知事
- 内務部企画管理室長
- 京畿道知事
- 慶尚南道知事
- 国民党中央委員会議長
- 咸安趙氏全国連合会会長[2]